# SIFF
SIFF — (англ. Scene Interchange File Format — вид переносимого формата файла) — стандарт, формат представления данных стереоскопического видео на Blu-ray Disc (BD).

## Стандарт
Стандарт определят две версии формата: SIFF 1.0 и SIFF 2.0. Стандарт разработан компанией Sega в 1996 году. Стандарт описывает схему построения стереоизображения, которая в отличие от стереопары не хранит для каждого кадра два изображения (для левого и правого глаза), а только изображение для левого и данные, необходимые для построения изображения для правого глаза на основании изображения для левого глаза. SIFF подразумевает два файла, один обычный видеофайл высокой четкости и файл с данными.

## Запись
Стерео-фильм сжатый по стандарту SIFF, чаще всего, видеофайл высокой четкости закодированный m2ts или MVC кодеками и файл с данными с разрешением .siff помещенные в контейнер с разрешением .ISO и записанный на BD25 или BD50. Конкурирующий формат сжатия стерео-фильмов, чаще всего, помещение стереоскопических фильмов высокой четкости закодированных с помощью кодека H.264 и помещенного в контейнер MKV. В итоге представление стерео-фильмов по стандарту SIFF — специализированное представление его именно для стерео с возможностью чтения в обычном режиме (медиаплеера, не поддерживающие его просто читают видеофайл высокой чёткости), а не возможность записать стереофильм в обычном формате, как правило без возможности чтения в обычном режиме (медиаплеер, не поддерживающий стереорежим будет выводить видео со стерео-парой). 

## Хранение
В качестве физического устройства хранения могут выступать:
- Bluray-диски (официально фильмы записываются на ВD объёмом 25 или 50 Гб. )
- жесткие диски серверов (для потокового видео), компьютера (как ISO файл) или же любой носитель достаточного объёма.

## Воспроизведение
В последнее время с увеличением количества телевизоров поддерживающих отображение стерео-изображений увеличилось и количество устройств, способных воспроизводить стерео-фильмы в формате SIFF, основные типы этих устройств:
- Bluray-плееры,
- сетевые медиаплееры,
- smart-телевизоры,
- программные медиаплееры для компьютеров.

Список программных медиаплееров, поддерживающий данный формат:
- PowerDVD 10 Ultra 3D, PowerDVD 11 версии и выше;
- Arcsoft TotalMedia Theatre 5 и выше.